# Alcácer Tecute
Alcácer Tecute ou Cabilate Tacute (Qabīlat Takūt) é um povoado da Líbia situada no distrito de Nalute.
Durante a Guerra Civil Líbia foi tomado pelos rebeldes em 28 de julho de 2011.